# テイ＝サックス病
テイ=サックス病（Tay–Sachs disease, TSDと省略され、"GM2 ガングリオシドーシス"として知られる）は、有害量のガングリオシドGM2と呼ばれる脂質が脳内の神経細胞に蓄積されて起こる致命的な遺伝性疾患。常染色体潜性パターンで遺伝する。
この病名は目の網膜の紅い斑点について1881年に初めて記述したイギリスの眼科医ウォーレン・テイと、この病気での細胞の変化について記述し、1887年の東欧系ユダヤ人(アシュケナジム)における流行の増加について言及したアメリカの神経精神科医バーナード・サックスにちなむ。

## 症状
テイ=サックス病の新生児は生後六ヶ月までは正常に発育する。その後、神経線維が脂様物質によって成長・拡大するにつれ、精神・身体能力の著しい低下が起こる。患児は盲、聾となり嚥下もできなくなる。筋萎縮が始まり麻痺が起こる。
20代あるいは30代初めの患者に起こるより稀な病型は、歩行失調と進行性の神経学的機能低下を特徴とする。本症の患者では目の奥のほう（網膜）に「さくらんぼのような」紅い斑点がみられる。

## 病因論

この病態は、ガングリオシドとして知られる酸性脂様物質の生減成（分解）を触媒するヘキソサミニダーゼAと呼ばれる酵素の活性不足により起こる。ガングリオシドは乳幼児期における脳の発達に伴い急速に生合成され、生減成（分解）される。テイ=サックス病の患者や保因者はヘキソサミニダーゼAの活性を測定する簡単な血液検査で判別することができる。本症に罹患した児が生まれるためには両方の親が保因者であらねばならない。希望者には、妊娠中に出生前検査をすることも可能である。
医学的根拠について詳述すれば、テイ=サックス病は常染色体潜性の遺伝形式を取る：もし両親ともに保因者であれば、一回の妊娠につき25％の確率で患児が生まれる事になる。
この病気は、ライソゾームの酵素であるβ-N-アセチルヘキソサミニダーゼAのα-サブユニットをエンコードしているHEXA遺伝子を含む15番染色体の変異により生じる。この酵素は脳や神経細胞にあるGM2ガングリオシドからのN-ガラクトサミンを除去するのに必要である。HEXA遺伝子に関しては90以上の変異が確認されている。この変異には、塩基対の挿入、塩基対の欠損、再配列変異、点突然変異があり、これらは全てタンパク合成に異変をもたらす。例えば、エクソン11での4塩基対の挿入はHEXA遺伝子の読み込みの変異を引き起こし、3塩基対の欠損ではポジション304のタンパク合成におけるアミノ酸の一種、フェニルアラニンの脱落が生じる。アミノ酸180におけるG→Cの点突然変異は、ポリペプチドの（翻訳の）終止を引き起こす、UAC→UAGというコドンの変異をもたらす。アミノ酸170でのG→Aの点突然変異は、アラギニンの代わりにグルタミンを造り出す、CGA→CAAやCGG→CAGというコドンの変異をもたらす。イントロン12の再配列部位の中のG→Cの変異もまた確認されている。
この変異では、制限酵素Ddelの認知場所を作ることにより、異常なスプライシング（再配列）や異常なmRNA種の産生をもたらす。

## 検査
TSDの保因者頻度の高い集団においては、保因者をつきとめるのための遺伝子検査が行えるよう、遺伝子カウンセリングを行うことが望ましい。双方が保因者であるカップルに対して着床前遺伝子診断を行うということも考えられる。選択的中絶が合法とされる国々では、このような方法について熟考する余地があるといえる。
"正統派"ユダヤ人（正統派ユダヤ教を信奉する人々）の集団では、「Dor Yeshorim」という団体が匿名のスクリーニング検査を実施することにより、集団内のホモ接合体率（=発症率）の低減や保因者に対する偏見の防止を遂行している。
プロアクティブテストは東欧系ユダヤ人の間でのテイ=サックス病の発生を排除するのに大変効果的である。2003年に北米では10例の本症患児が出生したが、ユダヤ系は皆無であった。イスラエルでは、2003年には本症患児の出生はただ一例のみであり、2005年初頭の予備統計結果では2004年の出生例は皆無であった。

## 治療
現在、TSDを効果的に治療・治癒する方法はない。最重度の患児の場合は5歳程度の寿命で死に至ってしまうが、最近は医療ケアの進歩により10代後半から20代に至るケースも増え、インターネット上に闘病・育児記録が上げられるようになった。
研究は続けられており、幾つかの治療法が模索されているが、それらが実用化に至るまでには重大なハードルが依然存在している。
科学者らによって模索された最初の治療法は、酵素補充療法であった。失活したヘキソサミニダーゼAに代わる機能的な酵素を患者に注入するというもので、インスリン注射に類似した方法である。しかし脳の血管は、数々の有害な（または大きな）分子が神経細胞内に進入しダメージを及ぼさぬように、その接合部が非常に隙間無く発達しているため、この大きすぎる酵素は血液脳関門を通して血液から脳へと移動しえなかった。
研究者らはまた、脳が浸っている脳脊髄液にヘキソサミニダーゼAを注ぎ込もうともした。しかしニューロンは、たとえ大きな酵素が細胞に隣接していても、それを効率的に摂取できなかった。そのため治療は依然効果が無かった。
科学者らによって検索された最新の選択肢は遺伝子治療である。しかし科学者らは、遺伝子をニューロン内に移植するには酵素を移植するのと同様に難しく、その技術には未だにあと数年を要すると考えている。現在のところ、遺伝子治療を含む多くの研究は、ニューロン内に新しいDNAを運ぶためのウイルスベクターを使う方法の発展が関与している。もしも欠落遺伝子が脳内のいたるところで置換されたならば、テイ=サックス病は理論上完治することになる。 
他に、未だ研究中であるが高度に実験的な方法として、GM2ガングリオシドの脳内代謝の操作に関与する方法がある。ある実験では、シアリダーゼという酵素を用いて、遺伝子欠損が効果的に回避され、GM2ガングリオシドがほぼ無害な状態に代謝されたことが示された。ニューロン内でライソゾームシアリダーゼの生合成増加をもたらす、安全な薬理学的療法の開発が期待されている。

## 疫学
歴史的に、ユダヤ系東ヨーロッパ人の人々はテイ=サックス病や他の脂質代謝異常症を高率に発症する。米国においても、一般人口の1/200が保因者であるのに対して東欧系ユダヤ人では1/27である。
フランス系カナダ人や彼らと同祖のルイジアナ州に住むケイジャンの一群もまた東欧系ユダヤ人らと同じ1/27の保因者比率を示しており、アイルランド系アメリカ人の間では保因者比率は1/50である。